# Bazardüzü
De Bazardüzü Dağı (Russisch: Базардюзи, Bazardjoezi; Lezgisch: Кичендаг, Kitsjendar) is een berg in de bergketen Grote Kaukasus. De berg is gelegen op de grens van Rusland en Azerbeidzjan. De berg heeft een hoogte van 4485 meter boven zeeniveau en is daarmee het hoogste punt van Azerbeidzjan. Het meest zuidelijke punt van Rusland is gelegen in de buurt van de berg.